# دارين برادي
دارين برادي (بالإنجليزية: Darren Brady)‏ (11 أبريل 1981 بغلاسكو في المملكة المتحدة - ) هو لاعب كرة قدم بريطاني في مركز الوسط. لعب مع دندي يونايتد وريث روفرز ونادي بارتيك ثيسل ونادي روس كاونتي ونادي أردريونيانز وفورفار أثلتيك ‏ وPollok F.C. ‏ ونادي ليفينغستون لكرة القدم.

## وصلات خارجية
- دارين برادي على موقع قاعدة بيانات كرة القدم.إي يو (الإنجليزية)
- دارين برادي على موقع Soccerbase.com (لاعب) (الإنجليزية)